# Голема река (дем Негуш)
Вижте пояснителната страница за други значения на Голема река.
Голема река (изписване до 1945 година: Голѣма рѣка; на гръцки: Ροδοχώρι, Родохори, катаревуса: Ροδοχώριον, Родохорион, до 1926 Γκολέμα Ρέκα, Голема река, до 1955 Μέγα Ρεύμα, Мега Ревма) е село в Република Гърция, област Централна Македония, дем Негуш.

## География
Селото е разположено на северния бряг на едноименната Голема река, на 540 m надморска височина в североизточните склонове на планината Каракамен (Вермио) и на 12 km северно от демовия център Негуш (Науса).

## История

### В Османската империя
Голема река е българско село, унищожено от войските на Абу Лабуд паша по време на потушаването на Негушкото въстание в 1822 година. Според Тодор Симовски по-късно до 20-те години на XX век е използвано единствено от пастири.
В 1900 година според Васил Кънчов („Македония. Етнография и статистика“) в Голѣма Рѣка живеят 280 българи християни.

### В Гърция
В 1912 година през Балканската война в селото влизат гръцки войски, а след Междусъюзническата война в 1913 година Голема река остава в Гърция. След Първата световна война в 1923 година в селото са заселени понтийски гърци бежанци от Понт. В 1928 година Голема река е чисто бежанско селище със 149 бежански семейства и 457 жители бежанци.
В 1926 година името на селото е преведено на гръцки като Мега Ревма, а в 1955 отново е сменено на Родохорион – в превод Прасковено село.
По време на Гражданската война, през пролетта на 1947 година, жителите на селото са насилствено изселени от властите.
Селото отглежда предимно праскови, тъй като землището му се напоява добре от Голема река. Отглеждат се и индустриални култури и поради обширните пасища е развито и краварството.
| Име                  | Име               | Ново име     | Ново име     | Описание                                  |
| -------------------- | ----------------- | ------------ | ------------ | ----------------------------------------- |
| Папришкаили Папришка | Πάπρισκο          | Фтери        | Φτέρη        | местност в Каракамен на ЮЗ от Голема река |
| Вакъфски чаири       | Βακούφικα Τσαϊρια | Монастериака | Μοναστηριακά | местност в Каракамен на З от Голема река  |

| Година    | 1913 | 1920 | 1928 | 1940 | 1951 | 1961 | 1971 | 1981 | 1991 | 2001 | 2011 | 2021 |
| --------- | ---- | ---- | ---- | ---- | ---- | ---- | ---- | ---- | ---- | ---- | ---- | ---- |
| Население |      |      | 475  | 653  | 478  | 666  | 618  | 611  | 623  | 578  | 490  | 428  |